# Planck-Zeit
Die Planck-Zeit ist eine physikalische Konstante. Sie hat den extrem kleinen Wert von ca. 5.4e-44 s. Bei Zeitspannen von dieser Größenordnung sind die bekannten Gesetze der Physik nicht mehr gültig, weil Quantentheorie und Gravitation nicht mehr separat behandelt werden können.
Als Kombination fundamentaler Konstanten hat sie auch die Bedeutung einer natürlichen, von willkürlichen Festlegungen unabhängigen Maßeinheit (Planck-Einheit). Benannt wurde sie nach Max Planck.

## Definition
Die Planck-Zeit {\displaystyle t_{p}} ist definiert als:
{\displaystyle t_{\mathrm {P} }={\sqrt {\frac {\hbar G}{c^{5}}}}\approx 5{,}4\cdot 10^{-44}\;\mathrm {s} .}
Die drei grundlegenden physikalischen Konstanten, aus denen sie sich zusammensetzt, sind:
- die Lichtgeschwindigkeit {\displaystyle c\,}
- die reduzierte Planck-Konstante {\displaystyle \hbar \ ={\tfrac {h}{2\pi }}}
- die Gravitationskonstante {\displaystyle G\,}.

## Bedeutung als Zeiteinheit
Max Planck erkannte 1899, dass mit einem Produkt von Potenzen von {\displaystyle G}, {\displaystyle c} und {\displaystyle h} Maßeinheiten für Zeit, Länge und Masse definiert werden können, die „unabhängig von speciellen Körpern und Substanzen“ sind und „für alle Zeiten und für alle, auch ausserirdische und aussermenschliche Culturen“ festgelegt werden können. Die Planck-Zeit ist die entsprechend gebildete Zeiteinheit. (Zu Details und Referenzen siehe Planck-Einheiten.)
Zusammen mit der Planck-Länge und der Planck-Masse bildet die Planck-Zeit ein Einheitensystem, das in relativistischen Quantentheorien zweckmäßigerweise verwendet wird. Als  Einheit für den täglichen Gebrauch ist die Planck-Zeit aber viel zu klein. Die kürzeste experimentell reproduzierbare Zeitspanne, die je erreicht wurde, beträgt 247 Zeptosekunden (247e-21 s), das rund 5e24-Fache der Planck-Zeit.

## Physikalische Bedeutung
Die Planck-Zeit ist die Zeitspanne, die Licht benötigt, um eine Planck-Länge zurückzulegen und eine theoretische Zustandsveränderung zu bewirken.
Sie gibt die Größenordnung an, bei der Gravitation und Quantentheorie nicht mehr separat behandelt werden können. Daher definiert sie auch den ersten Zeitpunkt nach dem Urknall, nach Ablauf der Planck-Ära, der mit der heutigen Physik beschrieben werden kann.
Das bedeutet allerdings nicht zwingend, dass Zeit unterhalb der Planck-Zeit in diskreten Sprüngen verläuft. Erst eine Theorie der Quantengravitation könnte Antworten darauf geben, ob die Zeit auf dieser Ebene diskret oder kontinuierlich ist.